# Бребу (Бузеу)
Бребу (рум. Brebu) — село у повіті Бузеу в Румунії. Входить до складу комуни Лопетарі.
Село розташоване на відстані 124 км на північ від Бухареста, 42 км на північний захід від Бузеу, 112 км на захід від Галаца, 78 км на схід від Брашова.

## Населення
За даними перепису населення 2002 року у селі проживали 136 осіб, усі — румуни. Усі жителі села рідною мовою назвали румунську.